# کیروفسکی (استان آستراخان)
کیروفسکی (انگلیسی: Kirovsky, Astrakhan Oblast) یک شهرک در بخش کامیزیاکسکی استان آستراخان کشور روسیه است.